# Audrey Chapman
Pour les articles homonymes, voir Chapman.
Audrey Chapman (1899-1993) est une actrice américaine du cinéma muet.

## Biographie
Audrey Chapman, née le 2 mars 1899 à Philadelphie, fait ses études à Philadelphie puis à Los Angeles, en Californie. À la fin de ses études, elle entre directement dans le cinéma.
Elle meurt, le 10 août 1993, à Riverside en Californie.

## Filmographie
La filmographie d'Audrey Chapman, comprend les films suivants:
- 1918 : Her Country First (en)
- 1919 : The Usurper
- 1919 : Papa longues jambes
- 1920 : Le Veau d'or
- 1920 : The Crucifix of Destiny (en)
- 1921 : Black sheep
- 1921 : False Women
- 1921 : God's Gold
- 1922 : When Romance Rides (en)
- 1922 : Golden Dreams
- 1923 : Garrison's Finish

### Source de la traduction
- (en) Cet article est partiellement ou en totalité issu de l’article de Wikipédia en anglais intitulé « Audrey Chapman » (voir la liste des auteurs).